# Red Jackets Sarzana 2019
Questa voce raccoglie le informazioni riguardanti i Red Jackets Sarzana nelle competizioni ufficiali della stagione 2019.

## Seconda Divisione FIDAF 2019

### Stagione regolare
| Roma 24 febbraio 2019, ore 15:10 | Pretoriani Roma | 42 – 6 (7-0 21-6 7-0 7-0) referto | Red Jackets Sarzana | C.S. Gentili (400 spett.)\| Arbitro: \| Colombo \| |
| Arbitro:                         | Colombo         |                                   |                     |                                                    |

| Sarzana 3 marzo 2019, ore 14:30 | Red Jackets Sarzana | 6 – 29 (0-13 0-16 0-0 6-0) referto | Hogs Reggio Emilia | C.S. Isoppo (80 spett.)\| Arbitro: \| R. Passalacqua \| |
| Arbitro:                        | R. Passalacqua      |                                    |                    |                                                         |

| Modena 17 marzo 2019, ore 14:30 | Vipers Modena | 21 – 6 (7-0 8-6 6-0 0-0) referto | Red Jackets Sarzana | Polisportiva Saliceta San Giuliano |

| Sarzana 24 marzo 2019, ore 14:45 | Red Jackets Sarzana | 16 – 14 (0-0 0-14 8-0 8-0) referto | Braves Bologna | C.S. Isoppo (50 spett.)\| Arbitro: \| R. Passalacqua \| |
| Arbitro:                         | R. Passalacqua      |                                    |                |                                                         |

| Sarzana 28 aprile 2019, ore 15:10 | Red Jackets Sarzana | 6 – 47 (0-14 0-20 0-7 6-6) referto | Pretoriani Roma | C.S. Isoppo (50 spett.)\| Arbitro: \| Cuppari \| |
| Arbitro:                          | Cuppari             |                                    |                 |                                                  |

| Scandiano 4 maggio 2019, ore 20:00 | Hogs Reggio Emilia | 20 – 12 (6-6 7-0 7-0 0-6) referto | Red Jackets Sarzana | Stadio Andrea Torelli (100 spett.)\| Arbitro: \| B. Jovanovic \| |
| Arbitro:                           | B. Jovanovic       |                                   |                     |                                                                  |

| Sarzana 12 maggio 2019, ore 15:00 | Red Jackets Sarzana | 36 – 14 (8-7 6-0 0-7 22-0) referto | Vipers Modena | C.S. Isoppo (50 spett.)\| Arbitro: \| Camossa \| |
| Arbitro:                          | Camossa             |                                    |               |                                                  |

| Bologna 18 maggio 2019, ore 21:00 | Braves Bologna | 12 – 14 (0-0 0-8 6-6 6-0) referto | Red Jackets Sarzana | KPRO Stadium (25 spett.)\| Arbitro: \| R. Passalacqua \| |
| Arbitro:                          | R. Passalacqua |                                   |                     |                                                          |

### Playoff
| Cadoneghe 8 giugno 2019, ore 20:00 | Saints Padova | 33 – 30 (7-6 17-8 6-0 3-16) referto | Red Jackets Sarzana | Stadio Martin Luther King (200 spett.)\| Arbitro: \| S. Bernini \| |
| Arbitro:                           | S. Bernini    |                                     |                     |                                                                    |

## Statistiche di squadra
| Competizione      | %Vittorie | In casa | In casa | In casa | In casa | In casa | In casa | In trasferta | In trasferta | In trasferta | In trasferta | In trasferta | In trasferta | Totale | Totale | Totale | Totale | Totale | Totale |
| Competizione      | %Vittorie | G       | V       | N       | P       | Pf      | Ps      | G            | V            | N            | P            | Pf           | Ps           | G      | V      | N      | P      | Pf     | Ps     |
| ----------------- | --------- | ------- | ------- | ------- | ------- | ------- | ------- | ------------ | ------------ | ------------ | ------------ | ------------ | ------------ | ------ | ------ | ------ | ------ | ------ | ------ |
| Stagione regolare | .375      | 4       | 2       | 0       | 2       | 64      | 104     | 4            | 1            | 0            | 3            | 38           | 95           | 8      | 3      | 0      | 5      | 102    | 199    |
| Playoff           | .000      | 0       | 0       | 0       | 0       | 0       | 0       | 1            | 0            | 0            | 1            | 30           | 33           | 1      | 0      | 0      | 1      | 30     | 33     |
| Totale            | .333      | 4       | 2       | 0       | 2       | 64      | 104     | 5            | 1            | 0            | 4            | 68           | 128          | 9      | 3      | 0      | 6      | 132    | 232    |

## Statistiche personali

### Marcatori
| Giocatore     | Ruolo | TD rush | TD recv | TD int | TD p.ret | TD k.ret | TD oth | Xp1 | Xp2 | FG  | Saf | Totale |
| ------------- | ----- | ------- | ------- | ------ | -------- | -------- | ------ | --- | --- | --- | --- | ------ |
| Pena Paredes  |       | 0+0     | 2+2     | 0+0    | 0+0      | 0+0      | 0+0    | 0+0 | 2+0 | 0+0 | 0+0 | 28     |
| Buchi         |       | 3+1     | 0+0     | 0+0    | 0+0      | 0+0      | 0+0    | 0+0 | 1+0 | 0+0 | 0+0 | 26     |
| Boschi        |       | 0+0     | 3+0     | 0+0    | 0+0      | 0+0      | 0+0    | 2+0 | 0+2 | 0+0 | 0+0 | 24     |
| Ghelfi        |       | 0+0     | 2+1     | 0+0    | 0+0      | 0+0      | 0+0    | 0+0 | 1+1 | 0+0 | 0+0 | 22     |
| Bassani       |       | 2       | 0       | 0      | 0        | 0        | 0      | 0   | 1   | 0   | 0   | 14     |
| K. Bertorelli |       | 0       | 1       | 0      | 0        | 0        | 0      | 0   | 0   | 0   | 0   | 6      |
| Gregorini     |       | 0       | 1       | 0      | 0        | 0        | 0      | 0   | 0   | 0   | 0   | 6      |
| Verne         |       | 0       | 1       | 0      | 0        | 0        | 0      | 0   | 0   | 0   | 0   | 6      |

### Passer rating
| Giocatore     | G   | Att    | Comp  | Int | Yds     | TD  | NFL   | NCAA  |
| ------------- | --- | ------ | ----- | --- | ------- | --- | ----- | ----- |
| M. Costantini | 4   | 84     | 40    | 5   | 450     | 4   | 55,16 | 96,43 |
| Buchi         | 5+1 | 120+22 | 41+11 | 8+2 | 527+286 | 5+3 | 45,89 | 89,22 |
| M. Ghelfi     | 2   | 37     | 7     | 2   | 98      | 1   | 26,07 | 39,28 |
| A. Mancuso    | 2   | 3      | 0     | 0   | 0       | 0   | 39,58 | 0,00  |